# Menhir de la Croix Saint-Jacques
Le menhir de la Croix Saint-Jacques, appelé aussi Pierre à Leluc (Leslu) ou menhir de l'Orme ou Pierre à Desbre, est un menhir situé sur la commune de Tousson dans le département de Seine-et-Marne.

## Historique
Le menhir fut découvert en 1911 enfoui dans le sol à 0,60 m de profondeur par T. Lelluc, cultivateur à Tousson. Il a été redressé en 1912 à 45 m à l'est de son emplacement d'origine. Il est classé au titre des monuments historiques en 1924.

## Description
Le menhir est constitué d'un bloc en grès de Fontainebleau mesurant 3,40 m de hauteur (dont 0,40 m enterré) pour une largeur à la base d'environ 1,40 m et une épaisseur d'environ 0,80 m. En raison des circonstances de sa découverte, son authenticité fut mise en doute, d'autant qu'aucune trace de calage n'avait été signalé. Toutefois, Paul de Mortillet, lui-même sceptique, admit que l'absence de grès dans les alentours induisait un transport préalable de la pierre.
La face est comporte, à 10 cm du sol, une cupule, signalée dès 1913, très profonde, entourée de petits traits gravés comme pour représenter un soleil. La face ouest comporte treize cupules peu profondes alignées sur trois rangées parallèles. L'absence de signalement de ces cupules à l'époque de la découverte du menhir laisse penser qu’elles seraient de facture plus récente.